# Îles Gilbert (colonie)
Pour les articles homonymes, voir Gilbert.
Ne doit pas être confondu avec Îles Gilbert (protectorat).
1975–1979
Entités précédentes :
- Îles Gilbert et Ellice

Entités suivantes :
- Kiribati

Les Îles Gilbert, en anglais Gilbert Islands, étaient une colonie britannique établie dans les îles Gilbert entre 1975 et 1979, date où elles deviennent indépendantes sous le nom de Kiribati.